# Astro's Playroom
O Astro's Playroom é um jogo de plataforma 3D desenvolvida pela Japan Studio (Team Asobi) e publicada pela Sony Entertainment para Playstation 5. Este faz parte da série Astro Bot, sendo a sequência de Astro Bot Rescue Mission e, vem pré-instalado no console como uma demonstração técnica gratuita para o novo controlador DualSense.
O jogo foi anunciado em 11 de junho de 2020 no evento de revelação do PlayStation 5. Foi lançado em 12 de novembro de 2020 em territórios selecionados e mundialmente em 19 de novembro de 2020.

## Jogabilidade
Astro's Playroom é um jogo de plataforma 3D em que o jogador controla o Astro Bot usando o controlador DualSense. Como no jogo anterior, ele é capaz de pular, pairar, dar um soco em inimigos e objetos, bem como um ataque giratório carregando seu soco. O feedback tátil do controlador é usado para fornecer vibrações táteis realistas de ações como caminhar sobre diferentes tipos de material, caminhar na chuva e no vento. O jogo começa em um mundo central chamado CPU Plaza, que é modelado a partir do interior do console PlayStation 5 e fornece acesso a quatro mundos, cada um com o tema de um componente do console: GPU Jungle, Cooling Springs, SSD Speedway e Memory Meadow. A praça também abriga duas outras áreas: Network Speed Run, em que os jogadores podem competir em contra-relógio desbloqueáveis pelo tempo mais rápido que pode ser compartilhado com tabelas de classificação online, e Playstation Labo, que abriga todos os itens colecionáveis que um jogador coletou.
Cada um dos quatro mundos é dividido em quatro níveis que estão interconectados entre si. Dois desses níveis envolvem plataforma regular, enquanto os outros dois envolvem um traje especial de power-up que faz uso dos recursos do controlador DualSense. Por exemplo, um terno de sapo com uma mola na parte inferior em que o controlador deve ser inclinado lateralmente para guiar o sapo e o gatilho pressionado para comprimir a mola, o que oferece resistência semelhante a como uma mola real faria usando o sistema de gatilho adaptativo. Outro exemplo é o fato de bola em que o jogador deve deslizar o touchpad para guiar a bola.
Existem três tipos de itens colecionáveis em cada mundo: moedas, peças do quebra-cabeça e artefatos. As moedas podem ser usadas em uma máquina de gacha no PlayStation Labo para obter figurinhas colecionáveis do jogo, bem como mais peças de quebra-cabeça e artefatos. As peças do puzzle são usadas para preencher uma seção aleatória do mural que adorna as paredes da área do PlayStation Labo. Por fim, artefatos são representações renderizadas em 3D de objetos do mundo real da história do PlayStation, como consoles, controladores e acessórios. Quando coletados, o jogador é capaz de examiná-los movendo o controlador Dualsense e interagir com eles usando o touchpad ou o microfone embutido. Os artefatos são armazenados no PlayStation Labo, onde o Astro Bot (e muitos outros robôs) podem interagir com eles socando ou pulando sobre eles.
Os mundos também contêm grandes quantidades de robôs realizando várias atividades, incluindo cenas de várias franquias de jogos exclusivas(ou ex-excluivas) do Playstation, como God of War e Resident Evil.
No final de cada mundo, há uma área inspirada nas sequências de inicialização dos quatro consoles Playstation anteriores, onde o jogador recebe um artefato do respectivo console como recompensa por completar o mundo. Uma vez que todos os quatro mundos foram completados, um quinto mundo secreto se abre chamado 1994 Throwback, em que Astro Bot deve completar uma luta de chefe inspirada na demo tecnológica T-Rex do primeiro disco demo do PlayStation original. Uma vez que o T-Rex foi derrotado, os créditos rolam e o jogador é recompensado com artefatos da era do PlayStation 5, incluindo o controle DualSense e o próprio console do PlayStation 5.

## Desenvolvimento
O desenvolvimento de Astro's Playroom começou inicialmente como uma série de demos de tecnologia para o controlador DualSense para PlayStation 5 já em 2018, embora seu status como título de lançamento não fosse estabelecido até mais tarde no desenvolvimento. De acordo com o diretor criativo da Astro's Playroom, Nicolas Doucet, pelo menos 80 demos de tecnologia para o controlador DualSense foram projetadas enquanto trabalhava no jogo. Para os numerosos easter eggs encontrados em Astro's Playroom referenciando diferentes franquias de video-games a Asobi Team consultaria os desenvolvedores originais, como o produtor da série Tekken, Katsuhiro Harada.

## Recepção
Atro's Playroom recebeu críticas geralmente favoráveis, com uma pontuação agregada de 83/100 no Metacritic. Os críticos elogiaram a variedade do jogo, a celebração da marca PlayStation e o uso do controle DualSense.
Em uma crítica altamente positiva, Mollie Patterson da EGM concedeu ao jogo uma pontuação perfeita, elogiando a variedade da jogabilidade e o fator nostalgia do jogo. Ela escreveu:
Eu me encontrei legitimamente me tornando emocional ao descobrir todos os segredos de Astro's Playroom. Não importa o seu console ou lealdade da empresa, é fácil esquecer o quanto aqueles 25 anos de existência do PlayStation como uma plataforma de jogos significaram para o nosso hobby.
Chris Carter, da Destructoid, elogiou a jogabilidade como uma grande vitrine para o DualSense e os tempos de carregamento instantâneos. Da mesma forma, Martin Robinson da Eurogamer elogiou o jogo por ser um vislumbre promissor do futuro para o PlayStation 5 e observou-o como sendo "um dos melhores títulos de lançamento que posso lembrar em uma época."
O uso de participações especiais e referências a várias franquias relacionadas ao PlayStation, como Uncharted e Crash Bandicoot, foi elogiado por Joe Juba da Game Informer, comparando sua inclusão favoravelmente aos vários videogames Lego licenciados. Many of the developers behind the various included franchises such as Naughty Dog responded positively to these references.
Jonathon Dornbush, escrevendo para IGN, gostou das homenagens da Astro's Playroom à história do PlayStation e as interações DualSense, mas criticou como parecia mais uma demonstração técnica do que um jogo completo. Reclamações sobre o jogo ser mais uma demonstração técnica foram ecoadas por Anthony Taromina da Game Rant.